# Плавно (Книн)
Плавно (хорв. Plavno) — населений пункт у Хорватії, у Шибеницько-Книнській жупанії у складі міста Книн.

## Населення
Населення за даними перепису 2011 року становило 253 осіб.
Динаміка чисельності населення поселення:

## Клімат
Середня річна температура становить 10,84 °C, середня максимальна – 24,20 °C, а середня мінімальна – -4,19 °C. Середня річна кількість опадів – 1034 мм.
| Клімат поселення                              | Клімат поселення | Клімат поселення | Клімат поселення | Клімат поселення | Клімат поселення | Клімат поселення | Клімат поселення | Клімат поселення | Клімат поселення | Клімат поселення | Клімат поселення | Клімат поселення | Клімат поселення |
| Показник                                      | Січ.             | Лют.             | Бер.             | Квіт.            | Трав.            | Черв.            | Лип.             | Серп.            | Вер.             | Жовт.            | Лист.            | Груд.            |                  |
| Середній максимум, °C                         | 8,58             | 9,04             | 12,28            | 16,05            | 20,55            | 24,04            | 24,04            | 24,20            | 20,39            | 16,09            | 11,00            | 8,00             |                  |
| Середня температура, °C                       | 2,20             | 2,67             | 5,90             | 9,66             | 14,15            | 17,64            | 19,73            | 19,88            | 16,09            | 11,78            | 6,68             | 3,68             |                  |
| Середній мінімум, °C                          | −4,19            | −3,73            | −0,5             | 3,28             | 7,77             | 11,26            | 15,41            | 15,57            | 11,77            | 7,47             | 2,38             | −0,62            |                  |
| Норма опадів, мм                              | 78               | 75               | 80               | 90               | 78               | 78               | 56               | 66               | 96               | 108              | 126              | 103              |                  |
| Середньомісячна швидкість вітру, м/с          | 1.64             | 1.86             | 2.11             | 2.11             | 1.92             | 1.69             | 1.68             | 1.54             | 1.60             | 1.66             | 1.83             | 1.84             |                  |
| Середньомісячна сонячна радіація, кДж/м²·день | 5141             | 7836             | 11439            | 15868            | 19741            | 22128            | 23962            | 20885            | 15508            | 10028            | 5532             | 4359             |                  |
| --------------------------------------------- | ---------------- | ---------------- | ---------------- | ---------------- | ---------------- | ---------------- | ---------------- | ---------------- | ---------------- | ---------------- | ---------------- | ---------------- | ---------------- |
| Джерело:                                      |                  |                  |                  |                  |                  |                  |                  |                  |                  |                  |                  |                  |                  |